# Canelas e Fermelã
Canelas e Fermelã (llamada oficialmente União das Freguesias de Canelas e Fermelã) es una freguesia portuguesa del municipio de Estarreja, distrito de Aveiro.

## Historia
Fue creada el 28 de enero de 2013 en aplicación de una resolución de la Asamblea de la República de Portugal promulgada el 16 de enero de 2013 con la unión de las freguesias de Canelas y Fermelã, pasando su sede a estar situada en la antigua freguesia de Canelas.

## Demografía
| Gráfica de evolución demográfica de Canelas e Fermelã entre 2011 y 2021 |
|                                                                         |
| Datos según el nomenclátor publicado por el INE portugués.              |